# Serdar Bali
Serdar Bali (* 21. Juli 1956 in Istanbul) ist ein ehemaliger türkischer Fußballspieler und -funktionär und -kommentator. Als langjähriger Spieler und Vereinsfunktionär wird er sehr stark mit Trabzonspor assoziiert. Er war an vier der insgesamt sechs Meisterschaften Trabzonspors als Spieler beteiligt. Zudem war er Teil jener Mannschaft Beşiktaş Istanbuls, die nach 15 Jahren ohne Titel in der Saison 1981/82 wieder die türkische Meisterschaft gewinnen konnte.

## Kindheit
Bali kam als Sohn des Profifußballspielers Zekeriya Bali in der türkischen Metropole Istanbul auf die Welt. Sein Vater, aus der nordtürkischen Hafenstadt Trabzon stammend, setzte zur Zeit von Balis Geburt seine Spielerkarriere beim Istanbuler Verein Beykozspor fort. 1958 beendete sein Vater seine Karriere und kehrte mit seiner Familie nach Trabzon zurück. Bali besuchte in Trabzon dann die İskenderpaşa Grundschule, die Atatürk Oberschule und schließlich die Trabzon Lisesi.

## Spielerkarriere

### Verein
Während seiner Zeit in der Trabzon Lisesi begann er in der Jugend von Sebat Gençlik mit dem Vereinsfußball, wo auch sein Vater als Nachwuchstrainer arbeitete.
Im Sommer 1975 wechselte Bali zum Erstligaverein Trabzonspor. In seiner ersten Saison bei diesem Verein, der Saison 1975/76, erreichte er mit seinem Team völlig überraschend die Meisterschaft. Bis zu dieser Saison entschieden die drei großen Istanbuler Vereine Beşiktaş, Fenerbahçe und Galatasaray die Meisterschaft der Süper Lig unter sich. Zwar verfehlte mit Eskişehirspor ein anderer anatolischer Verein dreimal knapp die Meisterschaft, jedoch blieb der Bann bestehen. Erst mit Trabzonspors Meisterschaft wurde er gelöst. Neben der Meisterschaft erreichte man auch das Finale des Türkischen Fußballpokals und verlor hier knapp gegen Galatasaray Istanbul. Bali kam in dieser ersten Saison als Ergänzungsspieler zu sieben Ligaeinsätzen. Nach dieser Meisterschaft dominierte man auch die nächste Saison die Liga und sammelte neben der Meisterschaft auch mit dem Gewinn des Türkischen Fußballpokals und des Türkischen Supercups alle übrigen Pokale im damaligen türkischen Fußball. Bali absolvierte während dieser Zeit die meisten Partien seines Teams. Auch auf der europäischen Fußballbühne fiel man auf. Im Europapokal der Landesmeister traf man in der 2. Runde auf den amtierenden englischen Meister und späteren Champions-League-Sieger FC Liverpool. Liverpool wurde damals als eines der besten Teams im europäischen Fußball gehandelt und war für diese Begegnungen der haushohe Favorit. Das erste Spiel in Trabzon gewann Trabzonspor überraschend 1:0. Das Rückspiel, in dem Serdar Bali nicht zum Einsatz kam, ging mit 3:0 verloren. Erst in der Spielzeit 1977/78 vergab man mit einem Punkt Unterschied die Meisterschaft an Fenerbahçe, konnte aber die zwei übrigen Pokale holen.
Trabzonspor geriet zu dieser Zeit in große finanzielle Schwierigkeiten und sah die Lösung darin einige Stars zu verkaufen. Außerdem wollte man in der Mannschaft eine Revision schaffen. So verließen Stars wie Ali Kemal Denizci und Kadir Özcan den Verein. Bali blieb bei Trabzonspor und gewann in den nachfolgenden zwei Spielzeiten zwei weitere türkische Meisterschaften mit seinem Verein.
Im Sommer 1980 bot Beşiktaş Istanbul Trabzonspor an Bali gegen eine Ablösesumme zu kaufen. Trabzonspor stimmte dem Wechsel zu und so wechselte Bali zur Saison 1980/81 zu den Istanbulern. In seiner ersten Spielzeit gelang es Bali nur phasenweise sich einen Stammplatz zu erobern und wurde ansonsten immer ein- oder ausgewechselt. In seiner zweiten Spielzeit wurde er nur in der Hälfte der Ligaspiele eingesetzt. Mit seinem Verein beendete er die Saison als türkischer Meister und war damit Teil jener Mannschaft, die nach 15 Jahren die türkische Meisterschaft für Beşiktaş gewinnen konnte. Nachdem er in der Spielzeit 1982/83 nur elf Ligaspiele absolviert hatte, wurde er für die Spielzeit 1983/84 an den Liga- und Stadtrivalen Karagümrük SK. Nach einer Saison kehrte er zu Beşiktaş zurück und saß eine Saison nahezu durchgängig auf der Ersatzbank.
Zur Saison 1985/86 kehrte er zu Trabzonspor zurück, wurde hier aber in der Rückrunde seiner ersten Saison an Denizlispor ausgeliehen. Anschließend spielte er zwei Spielzeiten für Trabzonspor und beendete im Sommer 1988 seine Karriere. Er beendete mit einem Abschiedsspiel, in der Trabzonspor und Beşiktaş aufeinander trafen, seine Karriere.

### Nationalmannschaft
Bali spielte mehrmals für die Türkische U-21-Nationalmannschaft und für die Türkische Nationalmannschaft.

## Nach seiner Spielerkarriere
Bali betrieb nach seiner Spielerkarriere eine Zeitlang Handel. 1996 wurde er während der Vereinspräsidentschaftsperiode von Faruk Nafız Özak bei Trabzonspor als Nachrückkandidat in dessen Kabinett gewählt. Im Dezember 2000 wurde er während der Vereinspräsidentschaft von Özkan Sümer in dessen Kabinett gewählt und arbeitete als Sportlicher Direktor. Diese Tätigkeit führte er bis zum Februar 2002 weiter und trat von seinem Amt zurück.
Seit 2007 schreibt Bali in der Tageszeitung Star eine Kolumne über die Spiele Trabzonspors. Zudem ist Präsident des Vereins der Professionellen Fußballspieler Trabzonspors.

## Erfolge
Mit Trabzonspor
- Türkischer Meister: 1976, 1977, 1979, 1980
- Türkischer Pokalsieger: 1977, 1978
- Türkischer Supercup-Sieger: 1976, 1977, 1978, 1979, 1980
- Başbakanlık Kupası: 1976, 1978

Mit Beşiktaş Istanbul
- Türkischer Meister: 1981/82
- TSYD-Istanbul-Pokal: 1984/85